# 杠七
仙后座48，又名BD+70 153，HD 12111、SAO 4554、HR 575，是仙后座的一颗恒星，视星等为4.54，位于銀經128.69，銀緯8.83，其B1900.0坐标为赤經1h 53m 44s，赤緯+70° 8.83′ 20″。